# Hartoušovské mofety

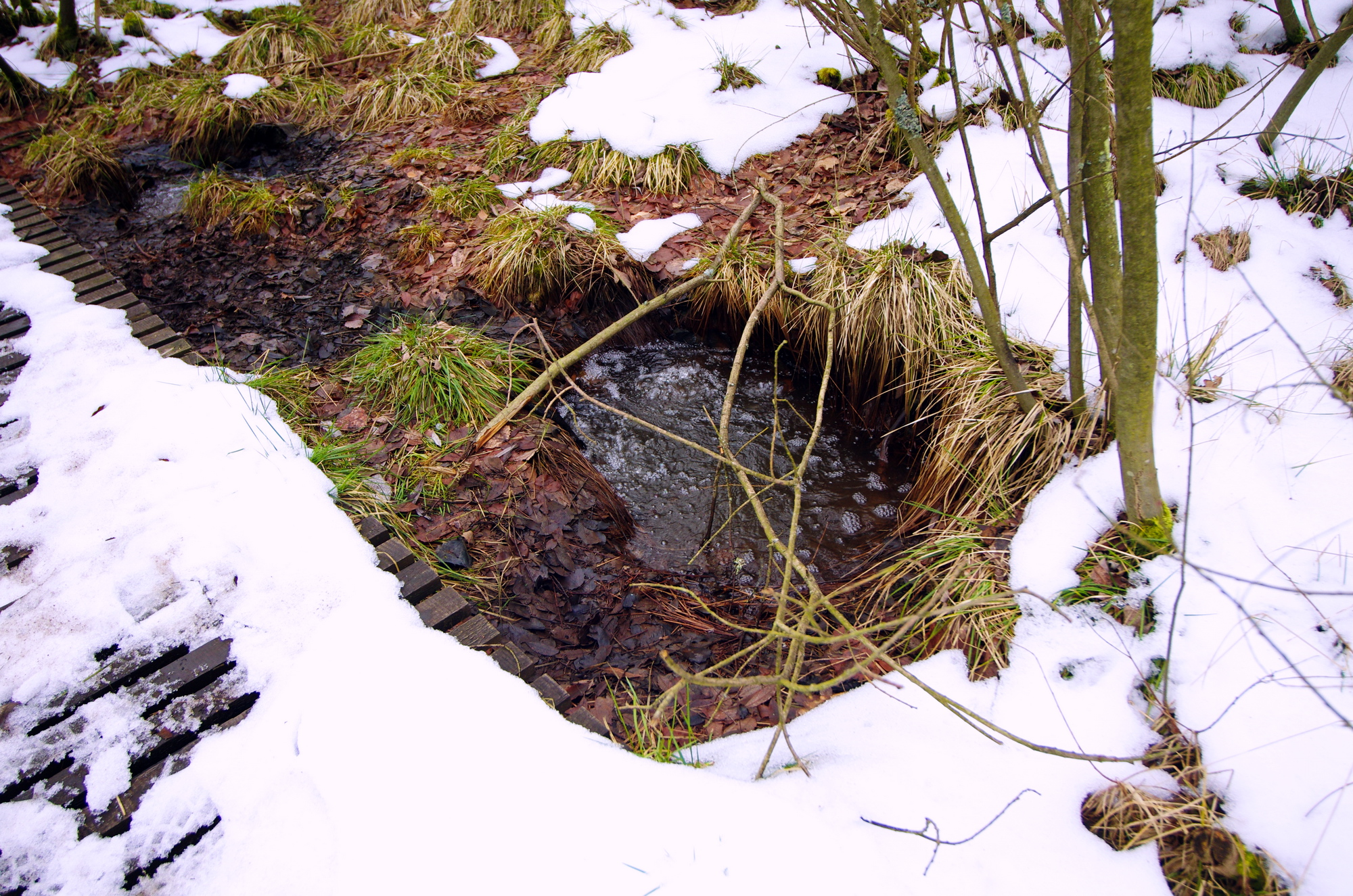
pohled na mofety v únoru 2015

Hartoušovské mofety jsou významným krajinným prvkem v Karlovarském kraji v okrese Cheb. Jako významný krajinný prvek je zaregistroval v roce 2010 odbor životního prostředí chebské radnice. Všude na loukách vidíme z bažin probublávat plyn. Plyn však probublává i korytem říčky Plesná.

## Poloha
Hartoušovské mofety se nacházejí u silnice z Hartoušova do Hněvína, jižně od osady Vackovec v říční nivě Plesné u Hajského mlýna. Mofety se vyskytují po obou stranách silnice, kde jsou vybudované dřevěné povalové chodníčky, které obcházejí několik vývěrů. Na dvou místech jsou umístěny informační panely „Neklidné Chebsko“ s texty geologa Petra Rojíka. Texty na informačních panelech uvádí detailní informace o mofetách, přírodních úkazech, které jsou pro Chebsko typické. Přístup k mofetám je zcela volný, doporučuje se však chodit po vybudovaných chodnících, protože terén je zde hodně podmáčený. Přibližně 1,2 km severně se nachází obdobné mofetové pole nazývané „Bublák“.

## Přírodní podmínky

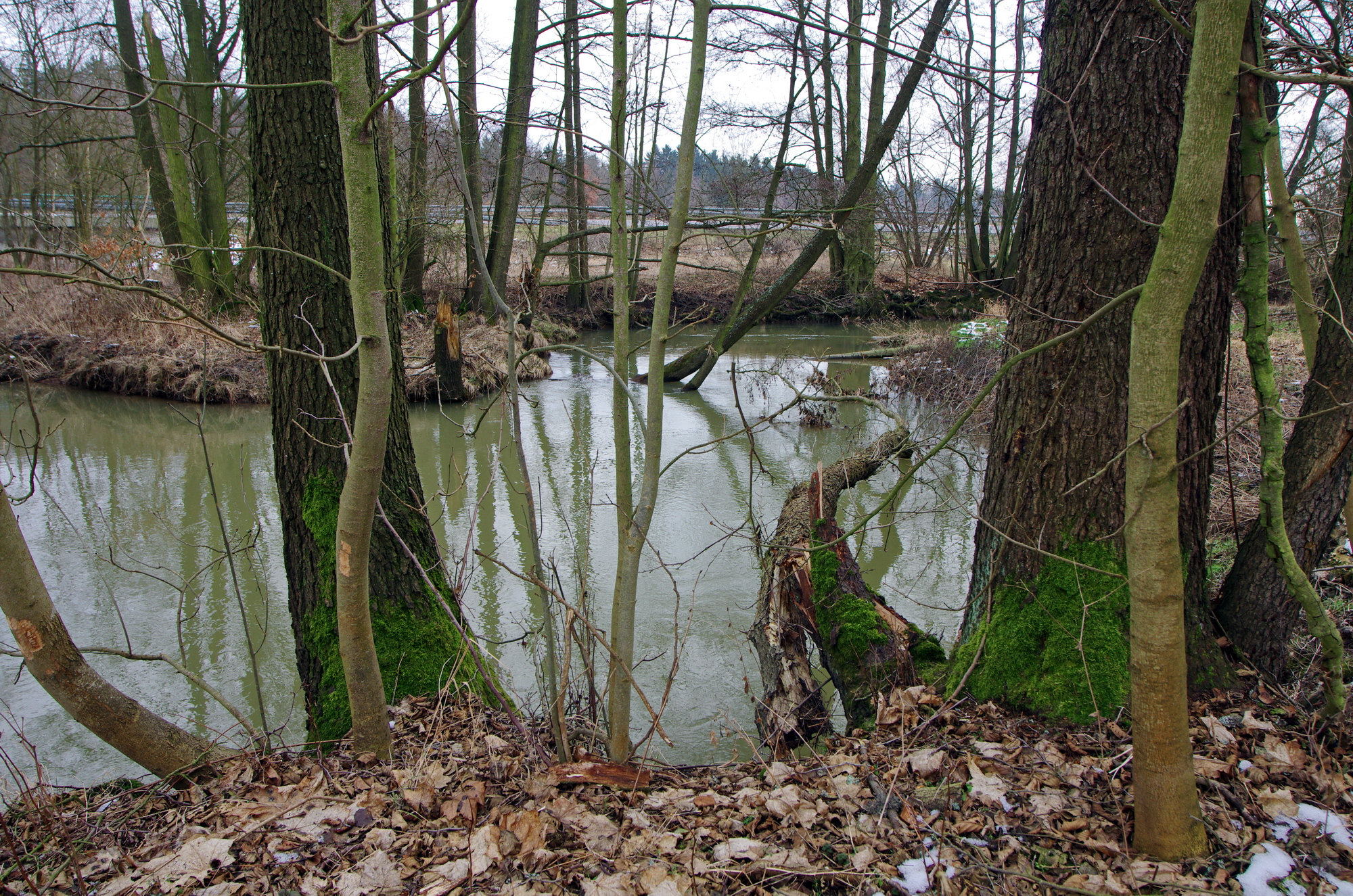
Říčka Plesná u Hartoušovských mofet

Předmětem ochrany je mofetové pole v okolí říčky Plesná. V podloží holocenních náplavů údolní nivy jsou sedimenty svrchního písčito-jílovitého cyprisového souvrství Chebské pánve. Místy náplavy chybí a na povrch vystupují jílovce cyprisového souvrství. V roce 1958 zde byl realizován průzkumný vrt, který prokázal velký přítok rozpuštěného i volného oxidu uhličitého. Množství plynné fáze mnohonásobně převyšuje množství podzemní vody, kterou plyn vytlačuje z hlubších obzorů. Z důvodu vysokého množství oxidu uhličitého je jeho obsah nesnadno měřitelný. Při silně bouřlivém oddělování plynné fáze dochází k jeho intenzivnímu bouřlivému uvolňování. Z nepřesných měření byl stanoven obsah volného oxidu uhličitého na 2000 až 2500 mg/l. Analýzy prováděl Výzkumný ústav balneologický z Mariánských Lázních ve spolupráci s Výzkumným institutem pro balneologii z Bad Elsteru (Sasko).
Z geologického podloží podél tzv. Hrzínského zlomu proudí do mofet z hloubek desítek kilometrů plyn, který je tvořen téměř čistým oxidem uhličitým (99,5 %). Zbytek tvoří dusík, kyslík a metan. V neobvykle vysoké koncentraci (1,8 až 4 ‰) se v plynu vyskytují izotopy helia 3He a 4He, které se jinak na zemi vyskytují velice vzácně. To svědčí o tom, že plyny vystupují z velkých hloubek.
Výrony plynů v mofetách vydávají charakteristický silný zvuk, jakoby voda v mofetách vařila, ale teplota vody je nízká, nedosahuje ani 10 °C. V případě vysokého průtoku dochází k prudkému vytlačení sloupce vody k povrchu, čímž vzniká miniaturní gejzír. Při hledání vývěrů se dá spolehnout na sluch, mofety opravdu hlasitě bublají. Geologové se domnívají, že plyny unikají přímo z plastické astenosféry ve svrchním zemském plášti podél hranic geotektonických zlomů a procházejí oslabenými zónami v zemské kůře.

## Významnost
Hartoušovské mofety přitahovaly pozornost mnoha významných přírodovědců i geologů. Slavný lékař a „otec hornictví“ Georg Agricola napsal v knize O původu a příčinách podzemních věcí (1545), když popisoval Hartoušovské mofety, že kyselka zvaná Vztekloun tryská s takovým hlukem, jakoby se probudil hrom. K Hartoušovským mofetám se váže i jedna pověst. Stával zde statek a sedlák s čeledíny chodíval v neděli do kostela a pak do hospody. Selka rozdělávala oheň pod kotlem a vařila lněnou přízi. Muž jí vyčítal, že nechodí do kostela, a když jednou brblala, tak zabouchl dveře a odešel se slovy „ať do tebe bací hrom“. Sotva usedl v kostele do lavice, zahřmělo se a rozpoutala se bouře. Z mraku vyšlehl blesk a uhodil do stavení. Země se otevřela a pohltila statek i se selkou. Tam kde stál statek, teď vyvěrá pramen. Voda v něm stále vaří a kloktá, protože není nikdo, kdo by oheň pod kotlem uhasil.
Mofety jsou ve střední Evropě ojedinělým a pozoruhodným jevem. Společně s dalšími mofetovými poli v blízkém okolí, např. Bublákem u Vackovce nebo národní přírodní rezervací Soos, představují Hartoušovské mofety jedno z největších území s výskytem mofet, jako projev postvulkanické činnosti na Chebsku.
Na základě nových poznatků o nadregionálním významu geologických jevů, které jsou v rámci střední Evropy unikátní, zveřejnilo 24. března 2014 Ministerstvo životního prostředí na portálu veřejné správy návrh na vyhlášení Hartoušovských mofet a mofet Bublák jako novou národní přírodní památku s názvem Bublák a niva Plesné. Předpokládaná celková výměra navrhované národní přírodní památky je přibližně 150,30 ha.
Národní přírodní památka o výměře 144,79 ha byla vyhlášena 15. dubna 2017.